# Maurycy Straszewski
Maurycy Straszewski herbu Radwan (ur. 22 września 1848 w Lutoryżu, zm. 27 lutego 1921 w Krakowie), ps. Polonus, – filozof, historyk filozofii, profesor Uniwersytetu Jagiellońskiego, polityk konserwatywny i poseł do austriackiej Rady Państwa

## Życiorys
Ukończył gimnazjum w Rzeszowie (1866). Następnie studiował filozofię i matematykę na uniw. w Pradze (1866-1867) i Wiedniu (1867-1869). Uzyskał na tym ostatnim doktorat (1870). W Wiedniu uczył się też sanskrytu. Studia uzupełniał na uniw. w Zurychu u Friedricha Alberta Langego  i na uniw. w Getyndze u Rudolfa Hermanna Lotze, którzy wywarli wpływ na kształtowanie się jego poglądów filozoficznych. W 1872 habilitował się na Uniwersytecie Jagiellońskim na podstawie niewydanej rozprawy Podstawy wiedzy i prawdy u Descartesa. Od 1873 prowadził na UJ wykłady pt. „Psychologia na podstawie fizjologicznej oparta”. Jako docent prywatny przejął w 1875 po Józefie Kremerze katedrę filozofii na uniw. w Krakowie oraz prowadził Koło Filozoficzne. Od tego samego roku wraz z żoną mieszkał w pałacyku neorenesansowym na ul. Podwale 10 w Krakowie. W latach 1878–1910 kierował katedrą filozofii i pedagogiki na UJ najpierw jako profesor nadzwyczajny (1878-1884) a potem jako profesor zwyczajny historii filozofii (1884-1910). W latach 1900–1910 prowadził  Seminarium Filozoficzne UJ – jako odrębną instytucję naukową w ramach uczelni. Był także członkiem komisji egzaminacyjnej dla kandydatów stanu nauczycielskiego w zawodzie szkół realnych i gimnazjalnych PAU przygotowującej reformę krakowskich szkół średnich. W 1884 uczestniczył jako delegat UJ w obchodach 300-lecia uniwersytetu w Edynburgu. W latach 1890–1891 był dziekanem Wydz. Filozoficznego UJ. Uczestniczył w Międzynarodowych Kongresach Filozoficznych: w II w Genewie (4-8 września 1904), III w Heidelbergu (1-5 września 1908) i IV w Bolonii (5-12 kwietnia 1911). Był redaktorem działu filozoficznego i autorem haseł  wydawanej w Warszawie  „Wielkiej Encyklopedii Powszechnej Ilustrowanej” (1900-1914), współpracował również jako autor z „Encyklopedią Wychowawczą” (1904). W 1910 przeszedł na emeryturę. Członek Polskiego Towarzystwa Przyrodników im. Kopernika. Założyciel (1909) a następnie prezes Tow. Filozoficznego w Krakowie. W wolnej Polsce był w latach 1919-1921 profesorem filozofii na Katolickim Uniwersytecie Lubelskim, pełnił także funkcję dziekana Wydziału Humanistycznego KUL (1919-1920).
Ziemianin, właściciel zakupionych w 1888 dóbr Wiśnicz, w pow. bocheńskim oraz odziedziczonych w 1889 po swoim stryju Henryku dóbr Boguchwała i zakupionych Lutoryż w pow. rzeszowskim i Radłów w pow. brzeskim. W swoich dobrach założył firmę wyrobów koszykarskich. Te operacje majątkowe zadłużyły go jednak znacznie, tak, że w latach 1896-1901 sukcesywnie pozbył się swoich majątków ziemskich. Był także członkiem rad nadzorczych Galicyjskiego Akcyjnego Banku Hipotecznego, Towarzystwa Wzajemnych Ubezpieczeń w Krakowie i  Galicyjskiego Towarzystwa Kredytowego Ziemskiego.
Politycznie związany z konserwatystami krakowskimi. Radny krakowskiej Rady Miasta (1879-1890). Był też członkiem komisji plantacyjnej oraz kuratorem plant miejskich. W latach 1890–1904 pełnił również funkcję dyrektora kontrolowanej przez krakowskich konserwatystów "Spółki Wydawniczej Polskiej". Następnie był posłem do austriackiej Rady Państwa VIII kadencji (13 kwietnia 1891 – 22 stycznia 1897), wybranym w kurii IV (gmin wiejskich) z okręgu wyborczego nr 5 (Bochnia-Wiśnicz-Niepołomice-Brzesko, Wojnicz-Radłów). W parlamencie zasiadał w gronie posłów konserwatywnych Koła Polskiego w Wiedniu. W obrad zabierał głos głównie w sprawach swego okręgu wyborczego i Uniwersytetu Jagiellońskiego. Podczas Wielkiej Wojny 1914-1918 działał w strukturach Naczelnego Komitetu Narodowego, popierając lansowaną przezeń koncepcję rozwiązania sprawy polskiej przez Austro-Węgry. Po 1918 wycofał się z aktywnego życia politycznego.
Zmarł na chorobę nowotworową, pochowany na cmentarzu Rakowickim w grobowcu rodzinnym (pas 17).

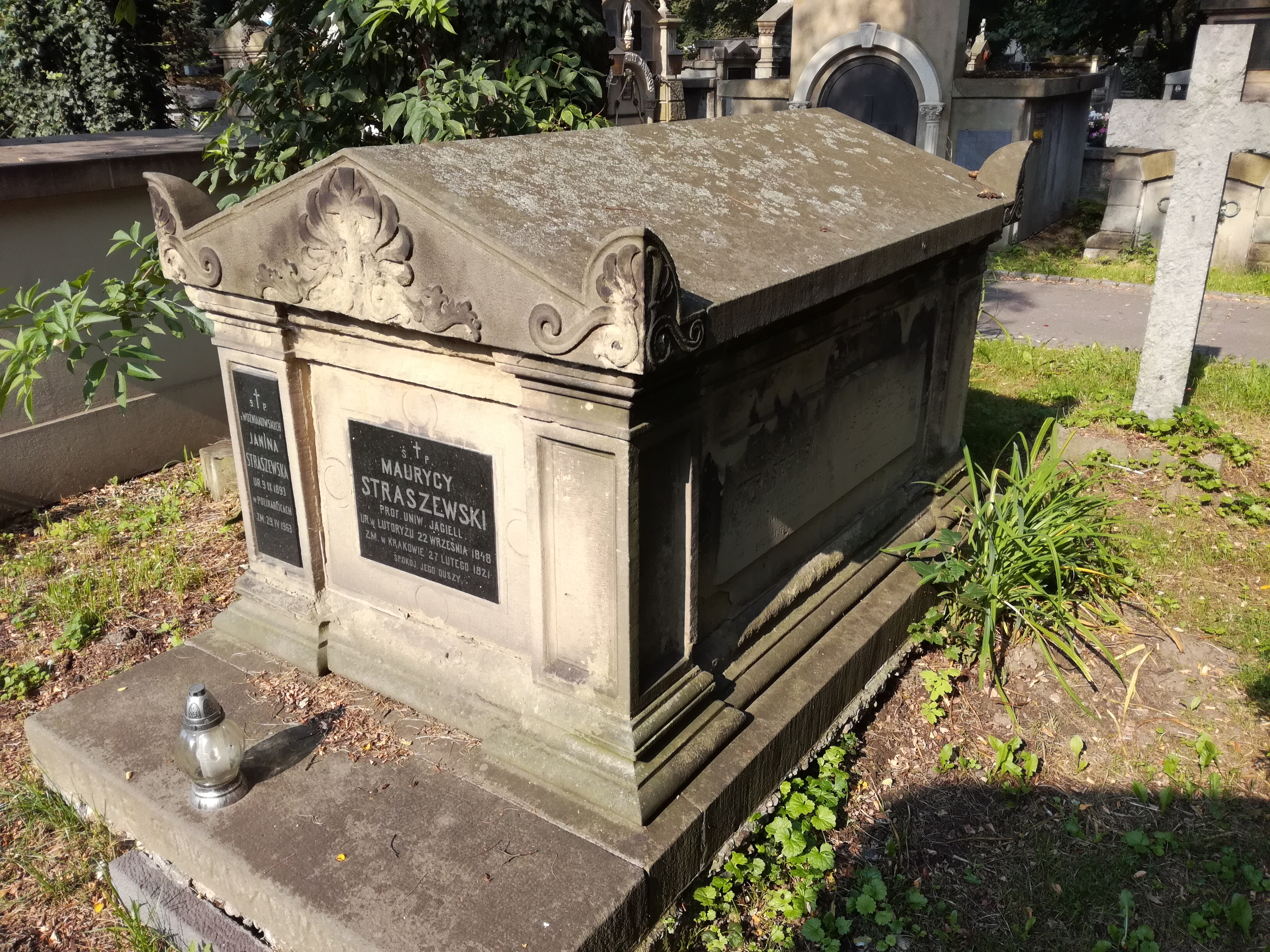
Grób prof. Maurycego Straszewskiego na cmentarzu Rakowickim w Krakowie

## Poglądy naukowe
Był przedstawicielem filozoficznego pozytywizmu – korzystał jednak krytycznie także z innych systemów przede wszystkim metafizyki empirycznej Lotzego i ewolucjonizmu Herberta Spencera. Filozofia Straszewskiego nawiązywała do pozytywizmu i empiriokrytycyzmu, była jednak w zamyśle autora próbą przezwyciężenia tych stanowisk i zbudowania nowej filozofii opartej na nauce. Stąd jego pomysł stworzenia metafizyki indukcyjnej, która miała tworzyć uogólnienia metafizyczne na bazie wyników naukowych. Straszewskiego można uznać również za myśliciela religijnego – uznawał on, że punktem wyjścia każdej filozofii jest religia. Dał on również interesujące przyczynki do dyskusji z pozytywizmem na temat możliwości pogodzenia myślenia religijnego z naukowym. Straszewski przez współczesnych uznawany był za myśliciela chrześcijańskiego, co jest o tyle interesujące, że określenie takie stosowano wyłącznie dla myślicieli neoscholastycznych. Zajmował się także dziejami polskiej myśli filozoficznej, m.in. postacią Jędrzeja Śniadeckiego a także Bronisława Trentowskiego. Jego prace z historii filozofii polskiej należały, obok dzieł Henryka Struvego, do pierwszych publikacji w tej dziedzinie. Szersze omówienie jego koncepcji filozoficznych znajduje się w biogramie zamieszczonym w PSB autorstwa Jana Skoczyńskiego zob. też prace Artura Piotrowicza, Mirosława Tyla.

### Prace Maurycego Straszewskiego
- O dzisiejszym stanowisku filozofii i jej do innych umiejętności stosunku, Kraków 1872,
- Jan Śniadecki. Jego stanowisko w dziejach oświaty i filozofii w Polsce, Kraków 1875 DiR – wersja elektroniczna
- O zadaniach i stanowisku filozofii wobec dzisiejszej umiejętnej wiedzy, Kraków 1877.
- Filozofia Spinozy i dzisiejszy panteizm, „Biblioteka Warszawska” 1877 t. 1-2
- Uwagi nad filozofią Stuarta Milla w jej ostatecznych wynikach i nad współczesnym empiryzmem angielskim, „Rozprawy Akademii Umiejętności. Wydział Historyczno-Filozoficzny” T. 7: 1877
- La psychologie est-elle une science?, „Revue philosophique” Vol. 4: 1877,
- Herbart, sa vie et sa philosophie d’apres des publications recentes,  „Revue philosophique” Vol. 8: 1879
- Powstanie i rozwój pesymizmu w Indiach, Kraków 1884 POLONA – wersja elektroniczna
- Oxford i Cambridge, Kraków 1885
- Dzieje filozofii na Wschodzie: z ogólnym do dziejów filozofii wstępem, Kraków 1894 POLONA – wersja elektroniczna
- Über die Bedeutung der Forschungen auf dem Gebiete der orientalischen Philosophie für das Verständnis der geschichtlichen Entwicklung der Philosophie im Allgemeinen, Wien-Leipzig 1895
- Ideen zur Philosophie der Geschichte der Philosophie, Wien-Leipzig 1900 – wersja polska Pomysły do ujęcia dziejów filozofii w całości, "Rocznik Historii Filozofii Polskiej" t. 1, s. 203-242 Bazh. – wersja elektroniczna
- O filozofii i filozoficznych naukach, „Przegląd Powszechny” T. 66: 1900 z. 196-197, odb. Warszawa 1900
- Uniwersytety i ich cywilizacyjne znaczenie w przeszłości i zadania w przyszłości, Kraków 1900
- Potrzeby Jagiellońskiej Wszechnicy, Kraków 1902
- Fryderyk Paulsen o niemieckich uniwersytetach, Kraków 1902
- Co to jest filozofia? „Przegląd Filozoficzny” R. 4: 1901 z. 4, odb. Warszawa 1902
- Propedeutyka filozoficzna w naszych gimnazjach, Kraków 1902
- Obecny przełom w teorii poznania, „Przegląd Filozoficzny”R. 5: 1902 z. 3
- O religijnych ideałach doby obecnej, „Przegląd Powszechny” T. 79: 1903,
- Religia przyszłości, Kraków 1903
- Pomysły do syntezy, „Przegląd Polski” T. 148: 1903 z. 12, odb. Kraków 1903
- Filozofia Św. Augustyna na tle epoki Kraków 1905, wyd. 2 poprawione i uzupełnione, Lwów 1922 RCIN – wersja elektroniczna
- Die Philosophie seit Beginn des neunzehnten Jahrhunderts, in: F. Ueberweg Grundriss der Geschichte der Philosophie Berlin 1906
- Czynniki rozstroju i spójni w społeczeństwie nowoczesnym, Warszawa 1906 BC UMCS – wersja elektroniczna
- W dążeniu do syntezy, pomysły i szkice z lat od 1877 do 1907, Warszawa 1908. DiR – wersja elektroniczna
- Święty Augustyn, największy z filozofów chrześcijańskich, Kraków 1910
- W poszukiwaniu prawdy, Kraków 1911
- Dzieje filozoficznej myśli polskiej w okresie porozbiorowym, T. 1: Od rozbiorów do roku 1831, Kraków 1912
- Die polnische Frage, Wien 1915 ŚBC – wersja cyfrowa
- Etyka i polityka, „Przegląd Powszechny” T. 130: 1916 z. 388
- Gottfried Wilhelm Leibniz. Jego osobistość. Stosunki z Polską. Jego stanowisko w dziejowym rozwoju myśli ludzkiej, Kraków 1917 BCUwr – wersja cyfrowa
- Myśl filozoficzna polska w: Polska w kulturze powszechnej, Kraków 1918
- Polska filozofia narodowa, Kraków 1921 RCIN – wersja  elektroniczna
- Historia filozofii w Polsce, Kraków 1930 DiR – wersja elektroniczna

## Rodzina
Urodził się w rodzinie ziemiańskiej. Syn Józefa Ryszarda Straszewskiego (1816-1895) i Marii z Jędrzejowiczów (1821-1882). Jego stryjem był ziemianin i działacz gospodarczy Henryk Norbert Straszewski (1820-1889). Ożenił się w 1875 z Marią z Sadowskich (1855-1918). Mieli trzech synów: dyplomatę Michała Anastazego (1876-1965), inżyniera Kazimierza (1879-1959) i botanika Henryka (1887-1944).

## Literatura
- Jan Skoczyński, Straszewski Maurycy (1848-1921), Polski Słownik Biograficzny, t. 44, Warszawa-Kraków 2006-2007, s. 248-251 iPSB – wersja elektroniczna
- Artur Piotrowicz, Poglądy filozoficzne Maurycego Straszewskiego, Toruń 2006
- Mirella Nawracała-Urban, Straszewski Maurycy w: Encyklopedia Filozofii Polskiej, t. 2, Lublin 2011, s. 617-619.